# Baumwipfelpfad Bayerischer Wald
Der Baumwipfelpfad Bayerischer Wald ist ein 1300 Meter langer Baumwipfelpfad in der Gemeinde Neuschönau im Nationalpark Bayerischer Wald und wurde nach Plänen des Schönberger Architekten Josef Stöger errichtet. Besucher können Wissenswertes über den Baumbestand im Nationalpark erfahren als auch – gute Fernsicht vorausgesetzt – bis in die Alpen blicken. Zumindest bei seiner Eröffnung am 9. September 2009 war der Baumwipfelpfad der längste der Welt. Betrieben wird die touristische Attraktion von dem Unternehmen Erlebnis Akademie AG.

## Aufbau
Der 1300 Meter lange Baumwipfelpfad führt vom Parkplatz am Tierfreigelände im Nationalparkzentrum Lusen zu einem Aussichtsturm und endet am Hans-Eisenmann-Haus. Der Pfad befindet sich in einer Höhe von 8 bis zu 25 Metern. Besondere Attraktion ist der 44 Meter hohe, Baumturm genannte Aussichtsturm in Form eines Eies. Der Weg nach oben erfolgt über eine 520 Meter hohe Rampe. Der Pfad ist barrierearm konzipiert und hat lediglich eine maximale Steigung von 6 %. Auch der Aussichtsturm ist bis 40 Meter barrierearm, nur die letzten 4 Meter müssen von einer Plattform aus über eine Treppe bestiegen werden.

## Öffnungszeiten
Der Pfad ist bis auf die Revisionszeiten und den 24. Dezember ganzjährig geöffnet. Die Öffnungszeiten untertags werden den Jahreszeiten angepasst. Bei extremen Wetterbedingungen (Gewitter, Hagel, Sturm oder Eis) wird der Aussichtsturm geschlossen, eventuell der gesamte Pfad.

## Träger
Die Erlebnis Akademie AG konzeptioniert, errichtet und betreibt barrierearme Naturerlebniseinrichtungen und verfügt derzeit über vier weitere Baumwipfelpfade in Deutschland: den Baumwipfelpfad im Naturerbe Zentrum Rügen, den Baumwipfelpfad Schwarzwald, den Baumwipfelpfad Saarschleife sowie den Baumwipfelpfad Usedom. In Tschechien ist sie im Rahmen eines Joint Venture an dem Baumwipfelpfad Lipno und dem Baumwipfelpfad Krkonoše beteiligt, in der Slowakei am Baumwipfelpfad Bachledka sowie in Slowenien am Baumwipfelpfad Pohorje. In Österreich betreibt die Erlebnis Akademie AG den Baumwipfelpfad Salzkammergut durch eine Tochtergesellschaft.